# Физикогеографски подзони
Физикогеографските подзони или ландшафтни подзони са части от физикогеографските зони. Те се формират в пределите на последните вследствие на постепенното изменение на климата, хидроложкия режим, геохимичните и почвообразувателните процеси и структурите на биоценозите в широчинно направление и се обособяват в зависимост от преобладаващия ландшафт на един или друг фактор. Например в зоната на екваториалните гори се обособяват подзони на постоянно влажните мечнозелени гори (хилеи) и хилеи с кратък сух сезон, границите между които са слабо изразени. Вътре в подзоните често се наблюдават признаци на преход към съседните подзони и зони (например в северната тайга се срещат райони с тундрова растителност и др.).

## Вижте още
- Физикогеографско райониране
- Физикогеографски пояси
- Физикогеографски зони
- Физикогеографски страни
- Физикогеографски области